# گاو سرخ

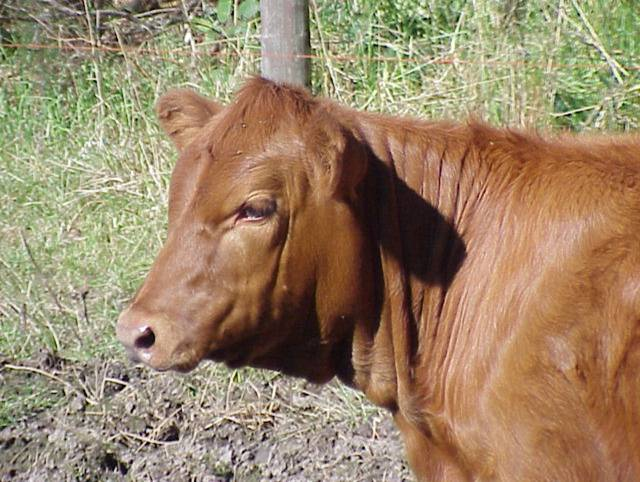
یک گاو سرخ

گاو سرخ (عبری: פרה אדומה پاراه آدوماه) که گوساله سرخ نیز نامیده می‌شود، نام گاو ماده ای است که هرگز آبستن یا دوشیده یا یوغ نشده باشد و طبق تورات روحانیان یهودی آن را قربانی کنند و خاکسترش را برای تطهیر افرادی که با جسد در تماس بودند، استفاده نمایند.

## در کتاب مقدس
بر اساس سفر اعداد ۱۹:۲ خداوند می‌گوید: «به فرزندان اسرائیل بگو، که آنها باید یک گاو سرخ بدون خال بیاورند، که بدون عیب بوده و هیچوقت یوغ بر گردن آن انداخته نشده باشد.». کتاب اعداد بیان می‌کند که این حیوان باید سرخ رنگ باشد و از آن نباید برای کار استفاده شده باشد. این گاو سپس در یک مراسم مذهبی قربانی شده و در بیرون کمپ اسرائیل سوزانده می‌شود (اعداد ۱۹:۳–۶). سپس به آتش آن چوب سرو، گل زوفا و پشم سرخ رنگ اضافه شده و خاکستر باقی‌مانده در ظرفی حاوی آب خالص قرار داده می‌شد (اعداد ۱۹:۹).
برای پاکسازی فردی که با جسد در تماس بود، این آب باید در مراسم خاصی به همراه زوفا بر روی او در روزهای سوم و هفتم مراسم پاکسازی پاشیده می‌شد (اعداد ۱۹:۱۸–۱۹). بعد از اینکار فرد روحانی که اینکار را انجام داده بود نجس شده و نیازمند غسل بود. او تا عصر آن روز نجس تلقی می‌شد.

## کتاب دانیال
در کتاب دانیال نیز به این گاو سرخ اشاره شده است. در دانیال ۱۲:۱۰ خدا به دانیال می‌گوید که در روزهای آخر بسیاری پاک شده و سفید می‌شوند که به مراسم پاکسازی گاو سرخ اشاره دارد. "با اینکه گناهان شما سرخ بود آنها مانند برف سفید می‌شوند. (اشعیا ۱:۱۸، اعداد ۱۹:۶). این اشاره مرتبط با فردی است که یاور مسیح آخرالزمان است.

## میشنا
در میشنا که قانون شفاهی یهودیان را بیان می‌کند دارای قسمتی در مورد گاو سرخ در قسمت پاراه در سفر طهاروت است. بر اساس میشنا پاراه وجود دو موی سیاه رنگ باعث می‌شد گاو دارای شرایط لازم نباشد. در میشنا بیان شده است که در زمانی که معبد اورشلیم وجود داشت آب مورد نظر برای مراسم پاکسازی از حوضچه سیلوام گرفته می‌شد. این مراسم دارای جزئیات بسیار زیادی بود و احتیاط زیادی برای جلوگیری از تماس افرادی که با مردگان در تماس بودند با این آب و مراسم در نظر گرفته می‌شد. میشنا بیان می‌کند که برای برداشتن آب از کودکانی استفاده می‌شد که به صورت جداگانه به دنیا آمده و بزرگ شده بودند تا اینکه با هیچ مرده‌ای در تماس نباشند. بر اساس میشنا مراسم سوزاندن گاو سرخ در کوه زیتون صورت می‌گرفت. یک کوهن که از نظر شرعی طاهر بود حیوان را می‌کشت و خون آن را در جهت معبد هفت بار می‌پاشید. سپس گاو سرخ به همراه پشم سرخ رنگ، زوفا و سرو سوزانده می‌شد. در سالهای اخیر محل سوزاندن گاو سرخ در کوه زیتون توسط یوناتان آدلر شناسایی شده است.

## مسیحیت
در انجیل بارنابا که جزو کتاب رسمی مسیحیت نیست گاو سرخ اشاره شده در این داستان با عیسی مقایسه می‌شود. در بسیاری متون مسیحی این گاو سرخ با عیسی معادل دانسته می‌شود. ارنست مارتین محقق مسیحی در کتاب خود اسرار گلگوتا نیز چنین مقایسه‌ای انجام داده است.
بعضی مسیحیان اعتقاد دارند که بازگشت مجدد عیسی تا زمانی که معبد سوم در اورشلیم ساخته نشده باشد اتفاق نخواهد افتاد. ولیکن آنان اعتقاد دارند که مقدمه چنین اتفاقی ظاهر شدن یک گاو سرخ در اسرائیل است.

## اسلام
در اسلام نیز به این گاو اشاره شده است. نام سوره بقره از گاوی که در این مراسم استفاده می‌شد گرفته شده است. همچنین در متن سوره بقره نیز به این مراسم اشاره شده است. خداوند در قرآن فرزندان اسرائیل را به دلیل پیروی نکردن از دستور خداوند در مورد اجرای این مراسم مورد ملامت قرار می‌دهد. در نسخه قرآنی این داستان نیز لزوم بدون لکه بودن گاو وجود دارد. ولیکن در قرآن رنگ این گاو زرد و نه سرخ ذکر شده است.